# Магониди
Магонидите (Magonides, Mago) са политическа династия от Древен Картаген от 550 пр.н.е. до 340 пр.н.е.

## Списък на Магонидите
- Магон I, 550–530 пр.н.е.
- Хасдрубал I, 530–510 пр.н.е.
- Хамилкар I, 510–480 пр.н.е.
- Ханон Мореплавателя, 480–440 пр.н.е.
- Ханибал Магон I, 440–406 пр.н.е.
- Химилкон I, 406–396 пр.н.е.
- Магон II, 396–378 пр.н.е.
- Химилкон II, 396 пр.н.е.
- Магон II, 396–378 пр.н.е.